# Avola
Avola är en ort och kommun i kommunala konsortiet Siracusa, innan 2015 provinsen Siracusa, i regionen Sicilien i sydvästra Italien. Kommunen hade 31 408 invånare (2017).